# NGC 5264
NGC 5264 è una galassia nana irregolare di tipo magellanico (IB(s)m) situata nella costellazione dell'Idra alla distanza di 22 milioni di anni luce dalla Terra. Fa parte del sottogruppo di M83 del Gruppo di Centaurus A/M83. Il suo diametro massimo è di circa 11000 anni luce, approssimativamente un decimo della nostra Via Lattea. Sono presenti segni di attività di formazione stellare probabilmente a causa di interazioni gravitazionali con galassie vicine.